# Động đất Assam 2021
Động đất Assam 2021 (tiếng Anh: 2021 Assam earthquake) là trận động đất xảy ra vào lúc 07:51 (IST), ngày 28 tháng 4 năm 2021. Trận động đất có cường độ 6,0 Mw, tâm chấn độ sâu khoảng 34 km. Hậu quả trận động đất đã làm 2 người chết, 12 người bị thương.